# Angelo Maria Bandini
Angelo Maria Bandini (Florença, 25 de setembro de 1726 – Fiesole, 10 de agosto de 1803) foi um escritor e bibliotecário italiano.

## Biografia
Tendo ficado órfão em sua infância, Bandini foi criado por seu tio, Giuseppe Bandini, um advogado de renome. Foi educado entre os jesuítas e mostrou uma inclinação especial para o estudo de antiguidades. Seu primeiro trabalho foi uma dissertação, De Veterum Saltationibus (1749). Em 1747 empreendeu uma viagem a Viena, em companhia do bispo de Volterra, para quem trabalhou como secretário. Foi apresentado ao imperador e aproveitou a oportunidade para dedicar a esse monarca seu Specimen Litteraturae Florentinae, que foi então impresso em Florença. Em seu retorno, tomou ordens sagradas, e estabeleceu-se em Roma, passando todo o seu tempo na biblioteca do Vaticano, e nas bibliotecas dos cardeais Passionei e Corsini.
O famoso obelisco de Augusto, na época removido das ruínas do Campo de Marte, foi descrito por Bandini em um volume folclorizado intitulado De Obelisco Augusti. Pouco depois, ele foi obrigado a deixar Roma por causa de sua saúde e retornou a Florença, onde foi nomeado bibliotecário da valiosa Biblioteca Marucelliana legada ao público pelo abade Francesco Marucelli. Em 1756, Bandini recebeu do imperador uma prebenda em Florença e nomeado bibliotecário principal da Biblioteca Laurentina. Por mais de quarenta e quatro anos, ele cumpriu os deveres desta nomeação, e morreu em 1803. No seu leito de morte, fundou uma escola pública e legou o restante da sua fortuna a outros fins caritativos.

## Obras

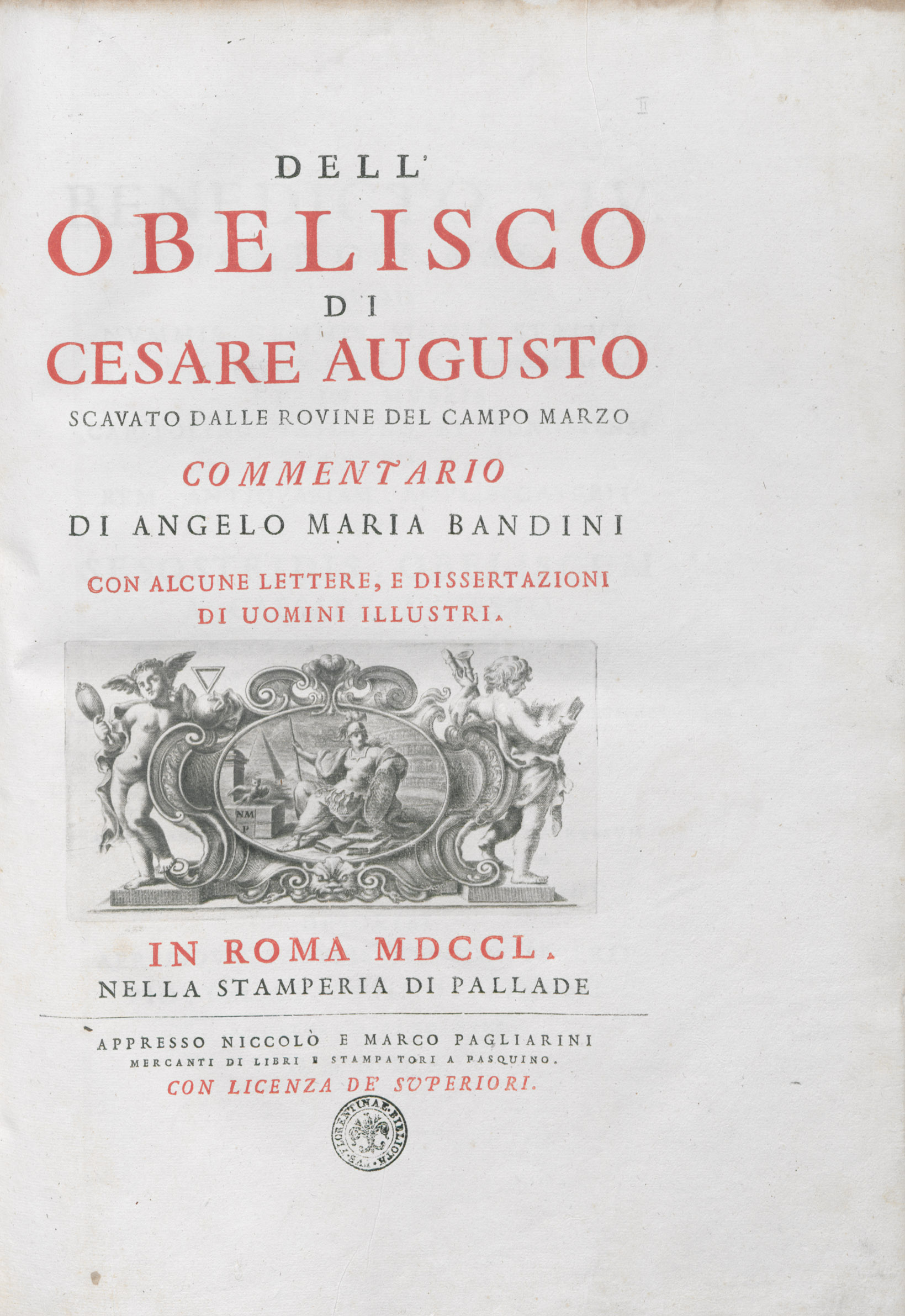
Dell'obelisco di Cesare Augusto (De obelisco Caesaris Augusti e campi Martii ruderibus nuper eruto), 1750

O mais importante de seus numerosos trabalhos é o Catalogus Codd. MSS. Graec., Lat., Ital., Bib., Laurent., 8 volumes (1767-1778), e Vita e Lettere d'Amerigo Vespucci, 1745.
- Catalogus codicum manuscriptorum graecorum, latinorum, italicorum etc, Bibliothecae Mediceae Laurentianae (1767–1778)
- Catalogus codicum bibliothecae Laurentianae 3. (Florentiae 1770)
- Catalogus codicum manuscriptorum latinorum Bibliothecae Mediceae Laurentianae (1774)